# Rue du Regard
Pour les articles homonymes, voir Regard (homonymie).
La rue du Regard est une voie située dans le quartier Notre-Dame-des-Champs dans le 6e arrondissement de Paris.

## Situation et accès
La rue du Regard est desservie à proximité par la ligne 4 à la station Saint-Placide.

## Origine du nom
Le nom rue du Regard fut attribué à cette voie en raison de la présence d'un regard de fontaine, attesté dès 1636 face à son extrémité méridionale, à l'angle des actuelles rues de Vaugirard et Notre-Dame-des-Champs.

## Historique

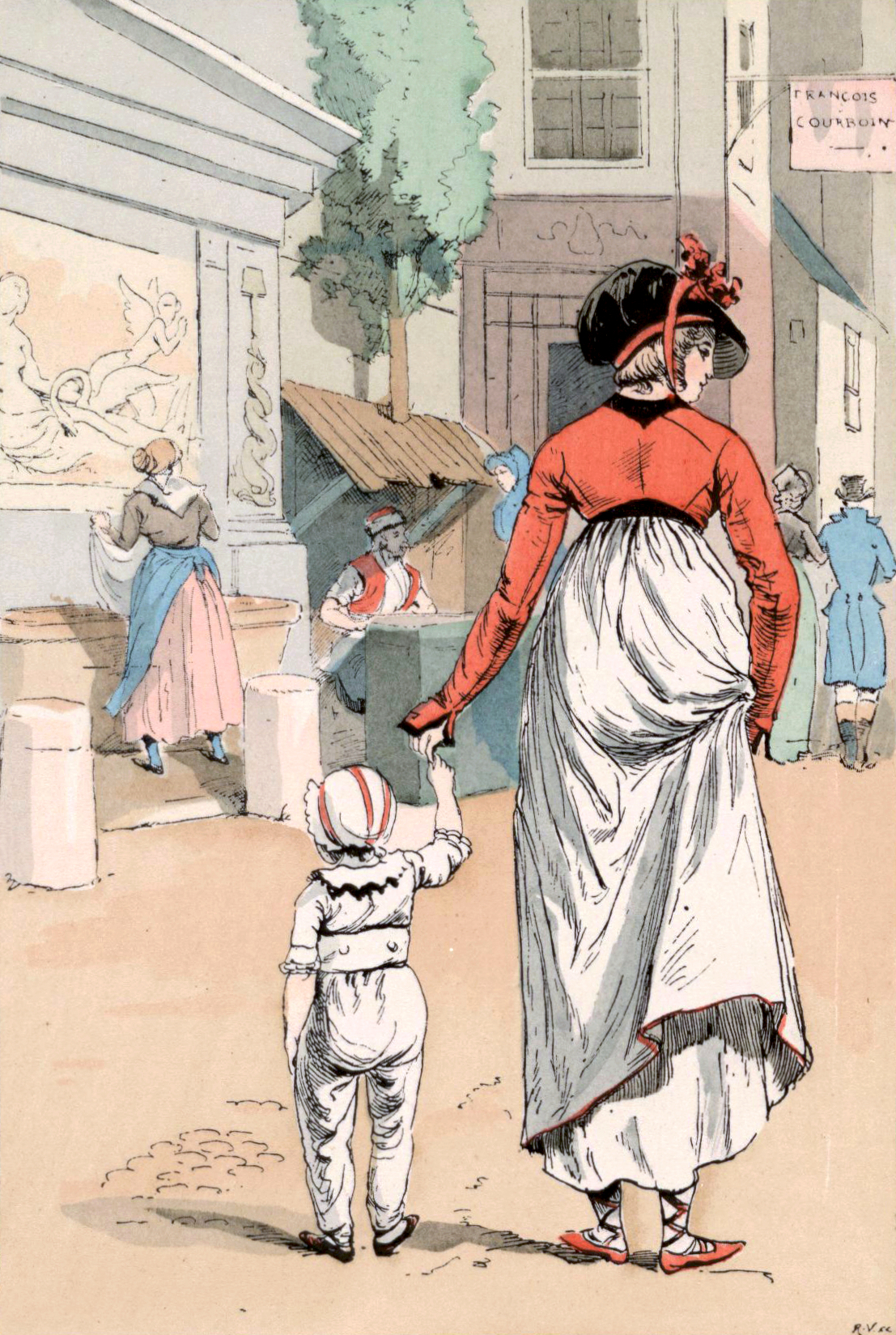
Fontaine détruite de la rue du Regard.

Dénommée précédemment « rue des Carmes Déchaussés » (depuis 1650), antérieurement « rue de la Descente de Montargis » (en 1646), plus anciennement « chemin de la Fosse à l'Aumosnier » (en 1529), elle était initialement, sous le nom de « petit-chemin herbu », un prolongement du « grand chemin herbu » (actuelle rue Notre-Dame-des-Champs).
Le nom de « rue du Regard » remonte aux années 1667, époque à laquelle le « petit chemin herbu » formait avec le « grand chemin herbu » un sentier emprunté par les fidèles qui se rendaient en pèlerinage à la chapelle Notre-Dame des Champs implantée depuis le VIe siècle entre la rue d'Enfer (rue Henri-Barbusse) et l'ancienne grande rue du faubourg Saint-Jacques. Elle fut réellement ouverte en 1680 sur les terrains du couvent des Carmes dont elle prend le nom, avant d'être rebaptisée « rue du Regard ».
De 1807 à 1856, la rue hébergea l'une des nouvelles fontaines de Paris construites par François-Jean Bralle ; elle fut détruite lors du percement de la rue de Rennes. Seul le bas-relief la décorant fut conservé et se trouve désormais sur la fontaine de Léda dans le jardin du Luxembourg.

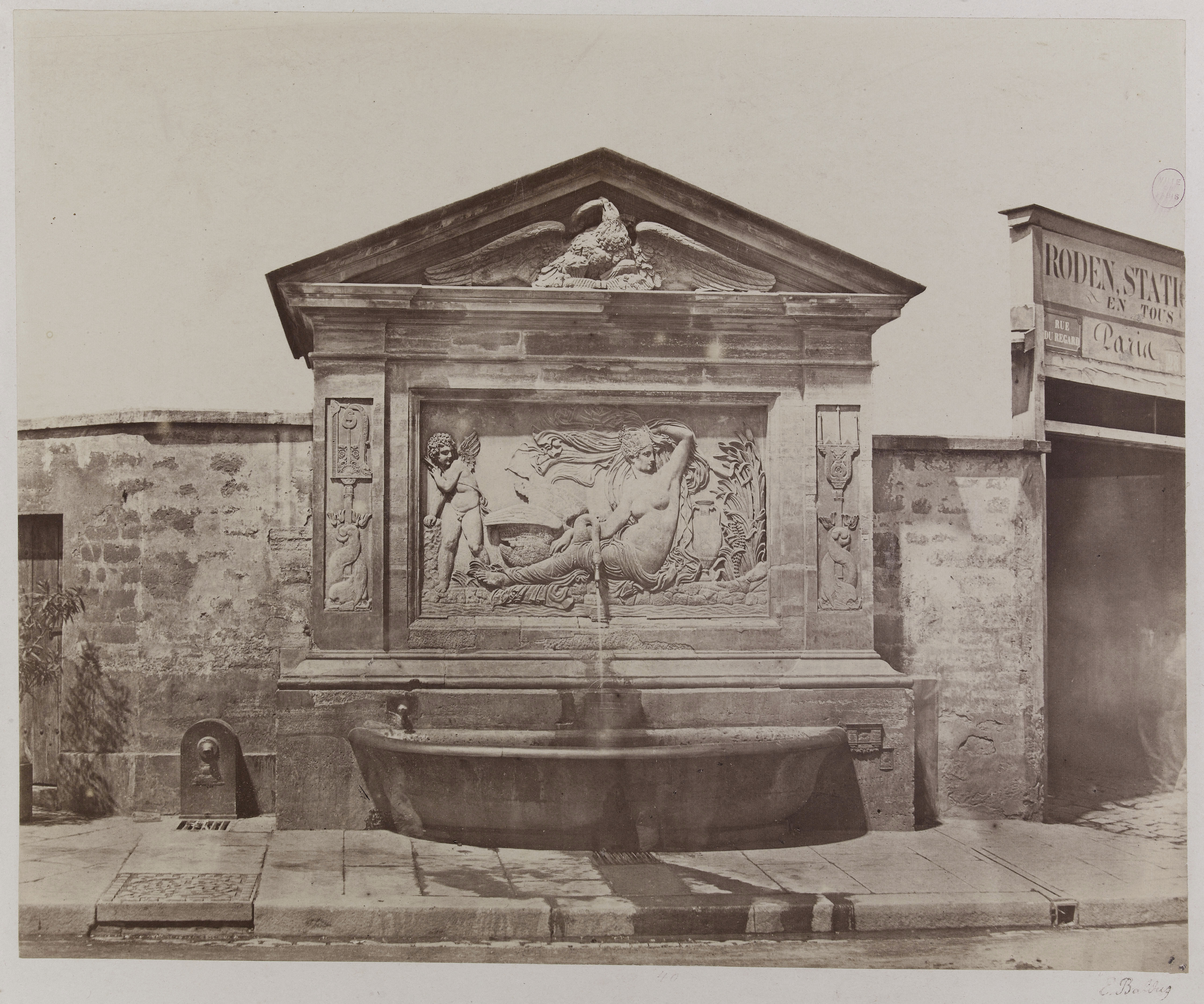
Ancienne fontaine située au coin de la rue de Vaugirard, aujourd'hui remontée dans le jardin du Luxembourg.
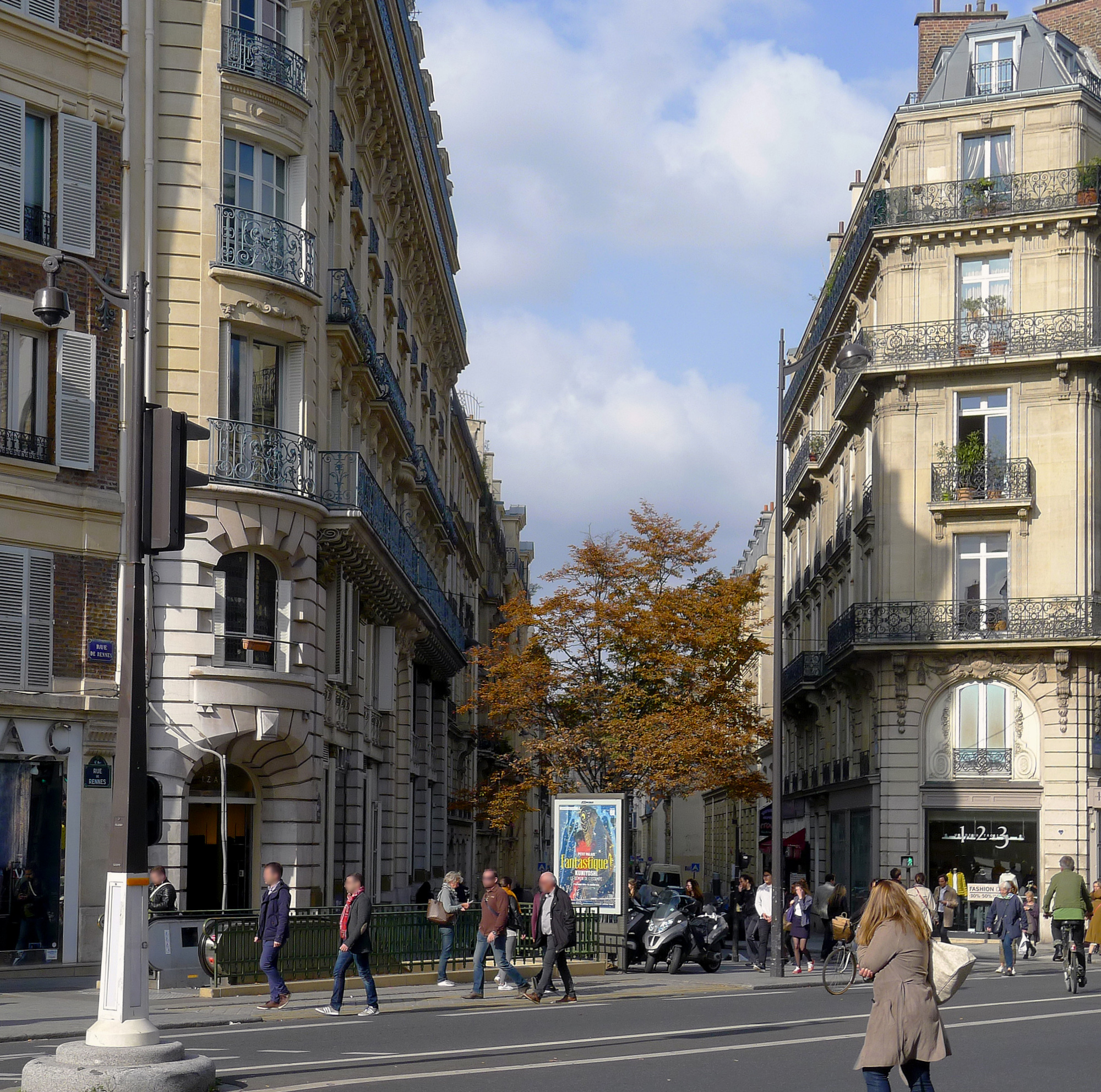
Rue du Regard vue depuis la rue de Rennes.

## Bâtiments remarquables et lieux de mémoire
- Plusieurs immeubles de la rue sont inscrits aux monuments historiques, au no 1, l'hôtel de Dreux-Brézé; au no 5, l'hôtel de Rothembourg; au no 7, l'hôtel de Beaune où habita notamment François-René de Chateaubriand en 1825-1826; et au no 13.
- Des bâtiments du séminaire Saint-Sulpice (principalement situé à Issy-les-Moulineaux), sont toujours présents dans la rue au no 6.
- No 1 : petit hôtel de Verrue achevé en 1737 par Claude Brice Le Chauve sur le terrain acheté en 1696 par les Carmes. Dès 1719, la comtesse de Verrue en confie les plans à Victor-Thierry Dailly mais la banqueroute de Law interrompt le projet.
- No 6 : depuis 1906, maison occupée par les Sulpiciens. Les chandeliers de leur chapelle viennent de celle du château de Versailles et ils furent utilisés lors du sacre de Napoléon Ier à Notre-Dame[3].
- No 13 :
- No 15 : hôtel de Guiche, construit en 1711, dont l'une des façades a par la suite été reconstruite en 1752. Il appartenait en 1754 au comte de la Guiche, arrière petit-fils d'une comtesse de Guiche, dite la belle Corisande, maîtresse d'Henri IV. Il s'agit en 1808 de la résidence du général John Armstrong, Jr., ambassadeur des États-Unis en France. En 1820, il est habité par le nonce du pape Vincenzo Macchi, puis par une communauté religieuse[3]. En 1921, le Crédit municipal de Paris s'y installe[4].
- No 17 : ancien hospice Devillas[5].
- La prison du Cherche-Midi, jusqu'en 1950, où fut incarcéré le capitaine Dreyfus.
- La Maison des sciences de l'homme construite à la place de la prison.

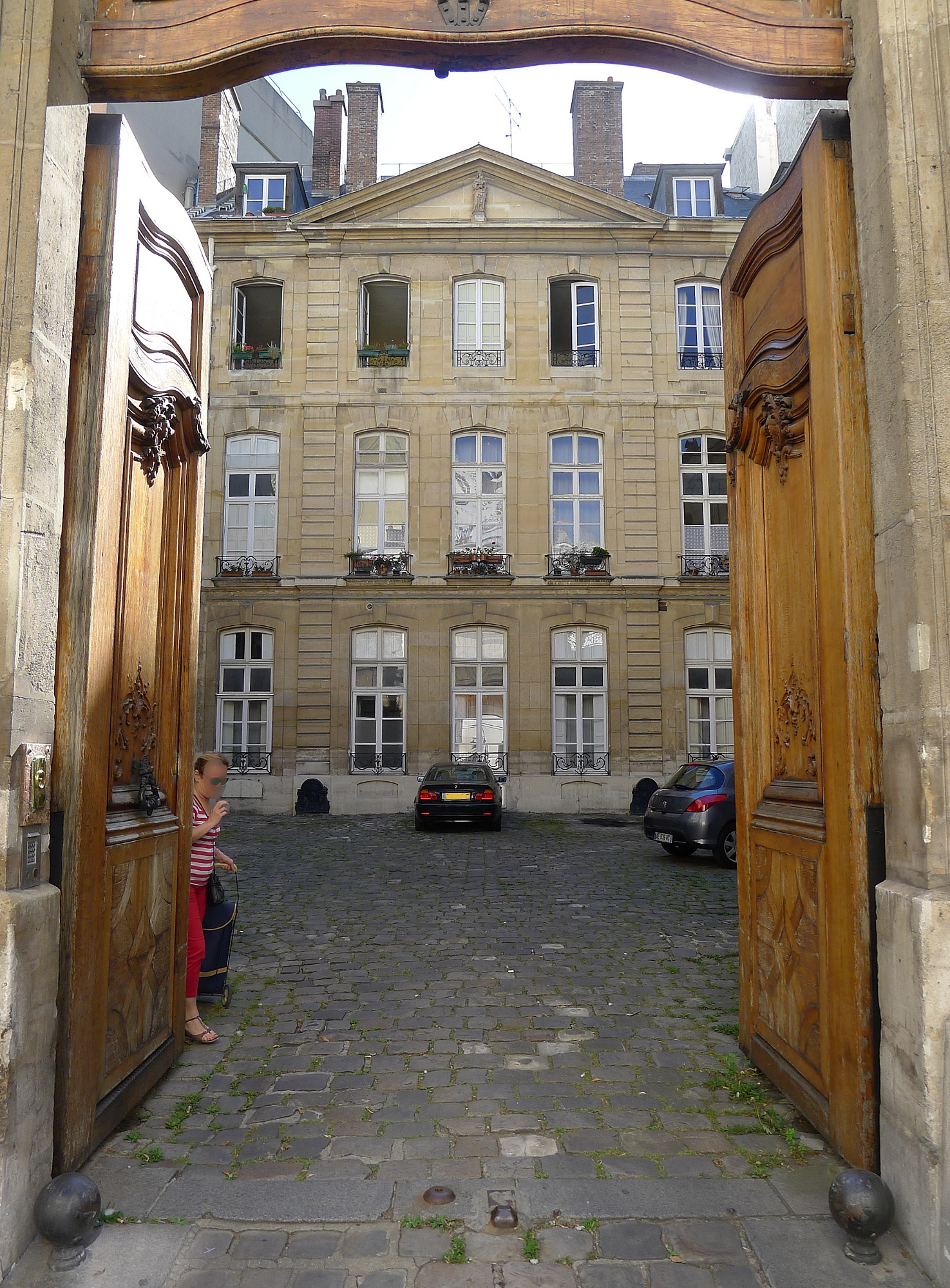
Cour intérieure du no 1.
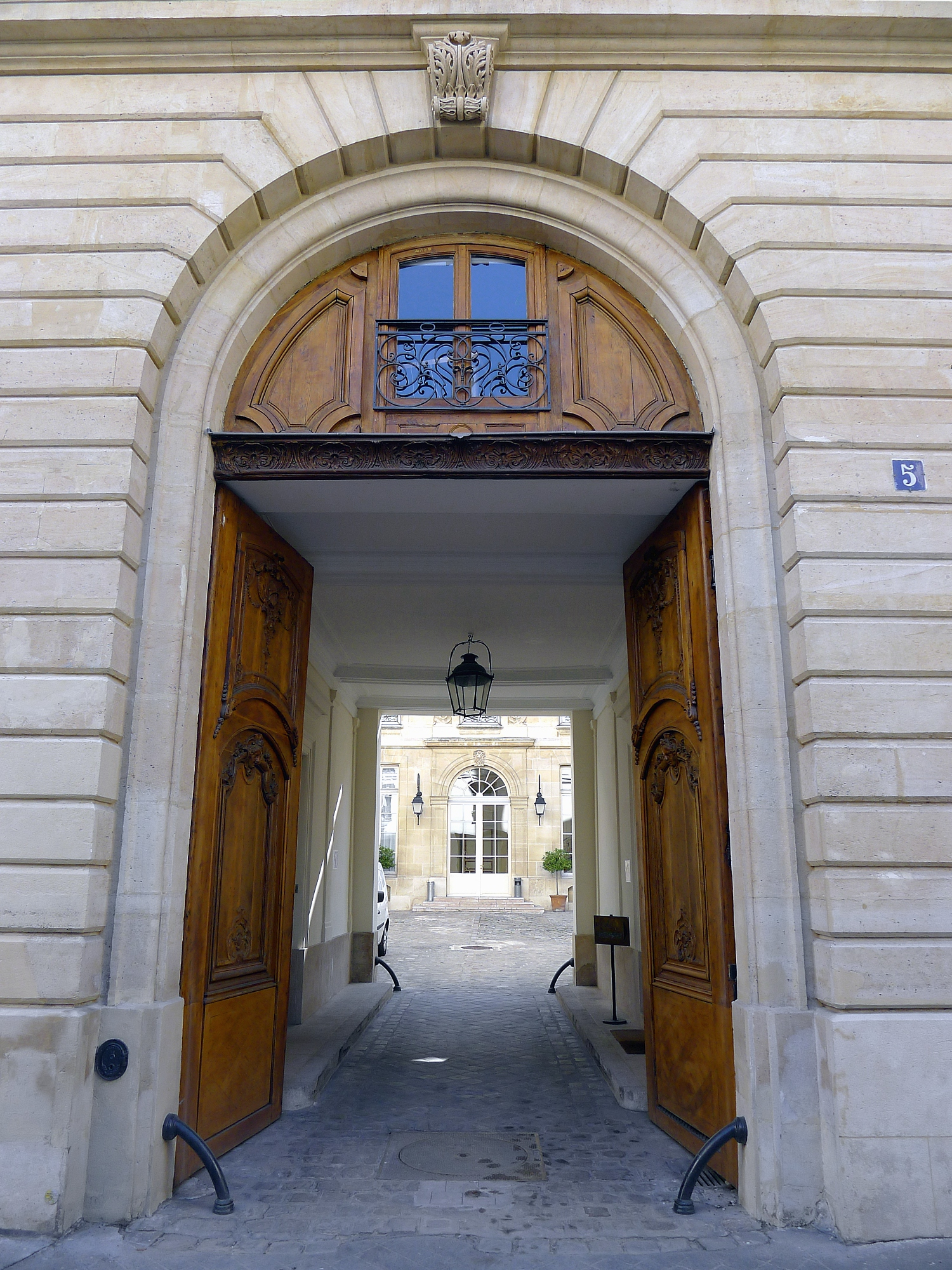
Entrée de l'hôtel de Rothembourg.
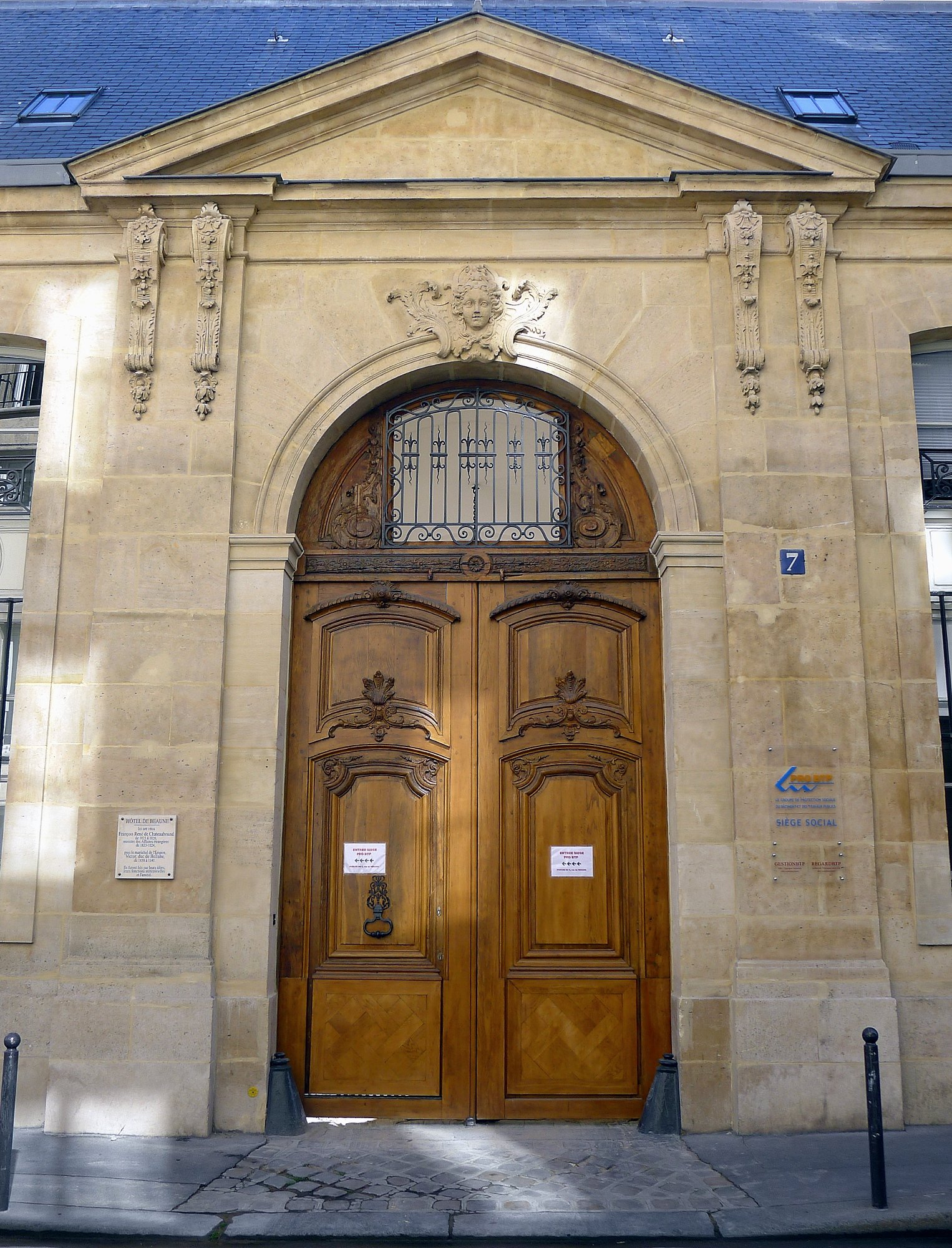
Entrée de l'hôtel de Beaune.
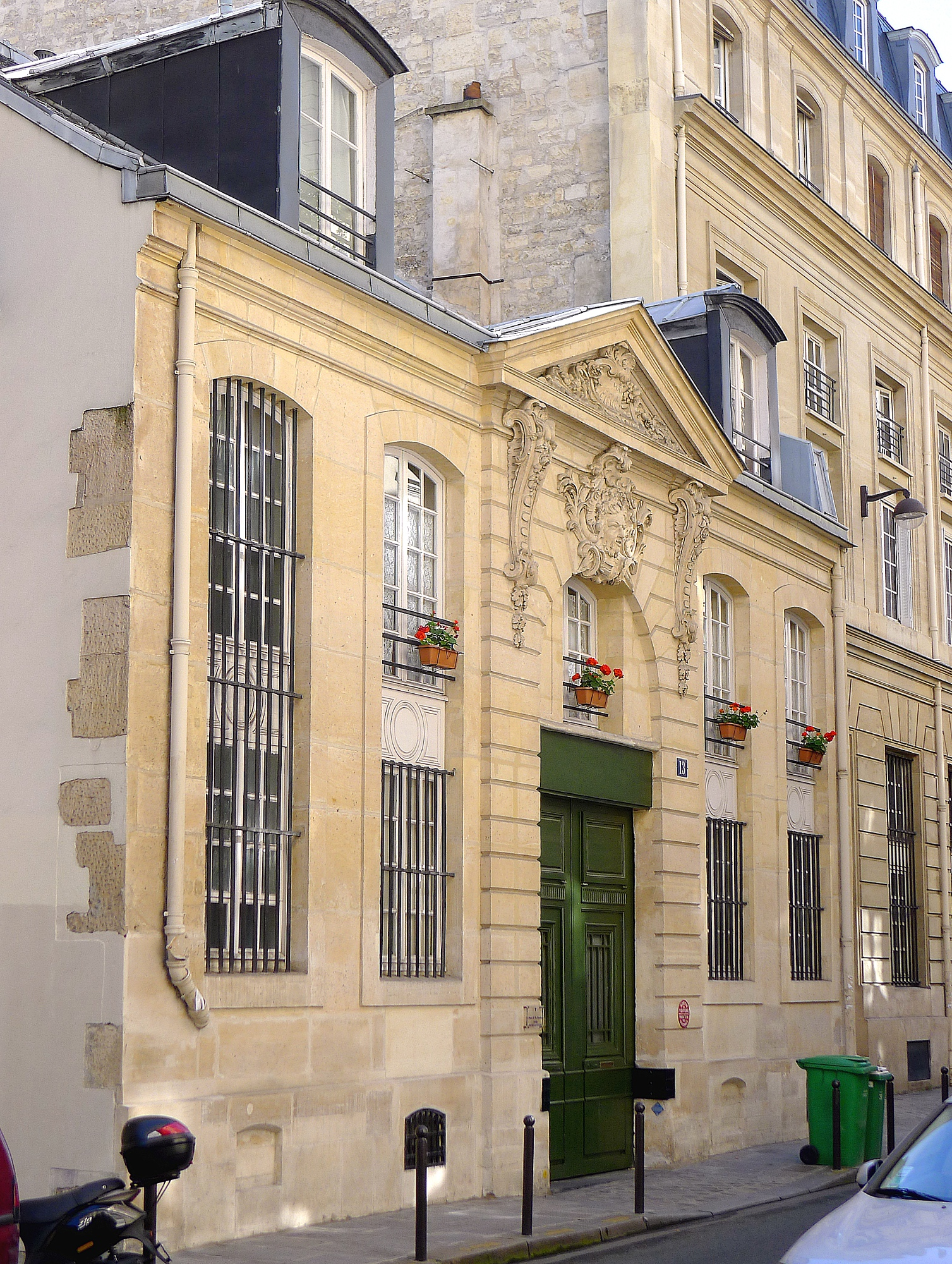
Immeuble du no 13.